# Місто з ранку до опівночі
«Місто з ранку до опівночі» (рос. «Город с утра до полуночи») — український радянський художній фільм 1976 року.

## Сюжет
Фільм складається з кількох кіноновел, в яких розповідається про один день з життя простих людей, які живуть у великому портовому місті.
Зйомки відбувались у самих різних куточках міста Одеса, не завжди популярних у режисерів інших картин. Також у одному з сюжетів можна побачити макет щойно розробленого мікрорайону "Б" житлового масиву "Південний".

## У ролях
- Олександр Вдовін — сержант міліції
- Микола Волков — художник
- Лев Дуров —  Анатолій Борисович, інженер-суднобудівник
- Анна Антоненко-Луконіна —  Віра Василівна, дружина Анатолія Борисовича
- Євген Горюнов — працівник порту
- Юрій Катін-Ярцев — лікар
- Сергій Сазонтьєв — Віктор Михайлович Григор'єв, архітектор
- Павло Іванов — Кадочкін, колега Григор'єва
- Семен Крупник — батько у пологового будинку
- Юрій Мажуга — Мер
- Тетяна Рогозіна — Люба Іваненко, маляр
- Андрій Мартинов — батько хлопчика
- Ірина Терещенко — мати хлопчика
- Георгій Мартинюк — Сергій Пилипович, батько 16-річного Жені
- Таїсія Мороз — Марина Романівна, мати 16-річного Жені
- Лев Круглий — Льоня
- Євген Герчаков — перехожий з тваринами
- Володимир Глухий — відвідувач пральні
- Людмила Іванілова — Таня, відвідувачка пральні
- Микола Рушковський — фронтовик
- Євген Горюнов — боцман Антоненко, однополчанин
- Вадим Олійник — Сергій
- Сергій Кустов — батько Сергія
- Людмила Ларіонова — мати Сергія

## Знімальна група
- Автори сценарію: Лев Аркадьєв, Фелікс Миронер
- Режисер-постановник: Анатолій Васильєв
- Художній керівник: Марлен Хуцієв
- Оператор-постановник: Федір Сильченко
- Композитор: Євген Геворгян
- Художник-постановник: Муза Панаєва
- Редактор: Наталя Рисюкова
- Директор фільму: Г. Федоров